# 유염
유염(劉琰, ? ~ 234년)은 중국 후한 말기 ~ 삼국 시대 촉한의 관료로, 자는 위석(威碩)이며 예주 노국 사람이다. 태후를 찾아뵌 아내가 황제와 사통했다고 의심하고 때려 쫓아냈다가 기시되었다.

## 생애
유비가 예주에 있을 무렵에 종사(從事)로 벽소(辟召)했고, 종씨이며 풍류가 있고 담론을 잘해 유비와 친했다. 유비가 익주를 평정하고서 고릉태수(固陵太守)로 삼았다.
유선이 황제가 되고서는 도향후(都鄕侯)가 되었으며, 매양 이엄 다음가는 반열로, 위장군·중군사(中軍師)가 되었으며, 또 후장군이 되었고, 거기장군으로 승진했으나 국정에 참여하지 않고 제갈량을 따라 풍자하거나 건의할 뿐이었다. 또 매우 사치스런 생활을 했다.
건흥 9년(231년), 이엄을 탄핵하는 제갈량의 표문에 연명했다. 이듬해 전군사 위연과 불화한 일로 제갈량에게 질책을 당하여, 사죄하고 관위를 유지한 채 성도(成都)로 보내지는 처분을 받았다.
건흥 12년(234년) 정월, 유염의 아내 호씨(胡氏)가 태후에게 새해 인사를 하러 갔다. 태후는 특별히 명령을 내려 호씨를 머무르게 했다가 한 달을 넘겨서 내보냈는데, 유염은 호씨가 미녀이므로 황제와 사통했으리라고 의심하였다. 곧 사졸을 시켜 호씨를 매질하였고, 몸소 신발로 호씨의 얼굴을 때리고 쫓아냈다.
호씨는 이를 분하게 여겨 유염을 고발하였고, 유염은 하옥되었다. 담당 관리는 논의를 거쳐 말하였다.
| “ | 사졸은 아내를 때리는 자가 아니며, 얼굴은 신발이 디딜 땅이 아니다. | ” |

결국 유염은 기시되었다. 이로부터 대신의 어머니나 아내가 경조하는 풍습이 사라졌다.
| 전임 장비 | 촉한의 거기장군 ? ~ 234년 | 후임 오의 |

## 《삼국지연의》 속 유염
아내를 내쫓고 죽는 부분에 등장하는데, 시점은 촉한 멸망 직전에 해당하는 115회이다.

## 같이 보기
- 삼국지 인물 목록